# Leporinus tristriatus
Leporinus tristriatus é uma espécie de peixe da família Anostomidae. É encontrada na bacia amazônica, no Brasil.
O epíteto da espécie é formado por tri que significa "três"; e striatus, que significa "listrado", referindo-se às três listras escuras que essa espécie apresenta no corpo.